# IC 2442
IC 2442 је елиптична галаксија у сазвјежђу Рак која се налази на листи објеката дубоког неба у Индекс каталогу.
Деклинација објекта је + 22° 50' 20" а ректасцензија 9h 10m 5,1s. Привидна величина (магнитуда) објекта IC 2442 износи 14,1 а фотографска магнитуда 15,1. IC 2442 је још познат и под ознакама MCG 4-22-21, CGCG 121-31, NPM1G +23.0183, PGC 25843.